# Rückeroth

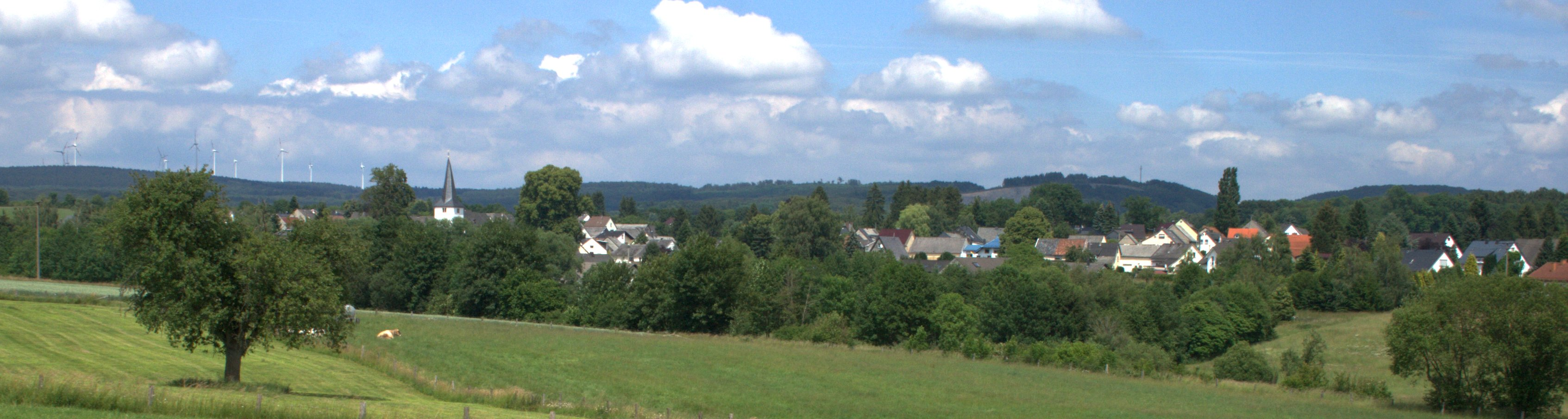
Rückeroth aus Südwesten gesehen

Rückeroth (mundartlich: Reggert, Reegert) ist eine Ortsgemeinde im Westerwaldkreis in Rheinland-Pfalz. Sie gehört der Verbandsgemeinde Selters (Westerwald) an.

## Geographische Lage
Rückeroth liegt einen Kilometer von Herschbach und vier Kilometer von Selters (Westerwald) entfernt.

## Geschichte
Im Grenzgebiet des Engersgaues entstand schon früh eine Rodung; Rückeroth dürfte nach seinem Grundherren, einem Ruker von Wide (1100–1131) oder einem anderen Ruker aus dem Haus von Bilstein, benannt worden sein. Der Ort wurde im Jahre 1259 erstmals urkundlich erwähnt. Der Hof Rückeroth war ein wiedisches Allod, zu dem 1319 Rückeroth und Dreifelden gehörten. 1346 wurde durch die Grafen von Wied ein Hochgericht eingesetzt. Von einem Hügel aus beherrscht die Kirche den Ort. Im Zentrum des Ortes befindet sich die evangelische Kirche, die zwischen den Jahren 1240 und 1250 erbaut wurde – eine spätromanische Pfeilerbasilika mit Westturm, die im 19. Jahrhundert verändert worden war, indem die Seitenschiffe abgerissen, die Arkaden zugemauert und somit der ursprüngliche Charakter stark abgewandelt wurde. Die barocke Umgestaltung des Innenraums mit stuckierter Spiegeldecke und Westempore geschah gemäß der Inschrift 1736. Die Orgel (um 1810) schuf Konrad Embach aus Rauenthal.
In unmittelbarer Nähe der Kirche befindet sich eine sehr alte Linde, deren genaues Alter nicht bekannt ist, von der man jedoch weiß, dass sie im Mittelalter als Gerichtslinde diente.
Ende des 19. Jahrhunderts wurde eine Freiwillige Feuerwehr, die noch heute existiert, gegründet.

## Politik

### Gemeinderat
Der Gemeinderat in Rückeroth besteht aus acht Ratsmitgliedern, die bei der Kommunalwahl am 9. Juni 2024 in einer Mehrheitswahl gewählt wurden, und dem ehrenamtlichen Ortsbürgermeister als Vorsitzendem. Auch 2019 fand bereits Mehrheitswahl statt.
Bis 2019 bestand der Gemeinderat aus 12 Mitgliedern. Bei der Kommunalwahl 2014 verteilen sich diese auf zwei Wählergruppen, die in einer personalisierten Verhältniswahl gewählt wurden.

### Bürgermeister
Bodo Weinmann wurde im Sommer 2019 Ortsbürgermeister von Rückeroth. Bei den Kommunalwahlen 2019 war er mit 56,76 Prozent der abgegebenen Stimmen für fünf Jahre gewählt worden. Bei der Direktwahl am 9. Juni 2024 wurde er mit 66,4 % der Stimmen wiedergewählt.
Weinmanns Vorgänger Olaf Schmidt hatte das Amt zehn Jahre lang ausgeübt.

### Wappen

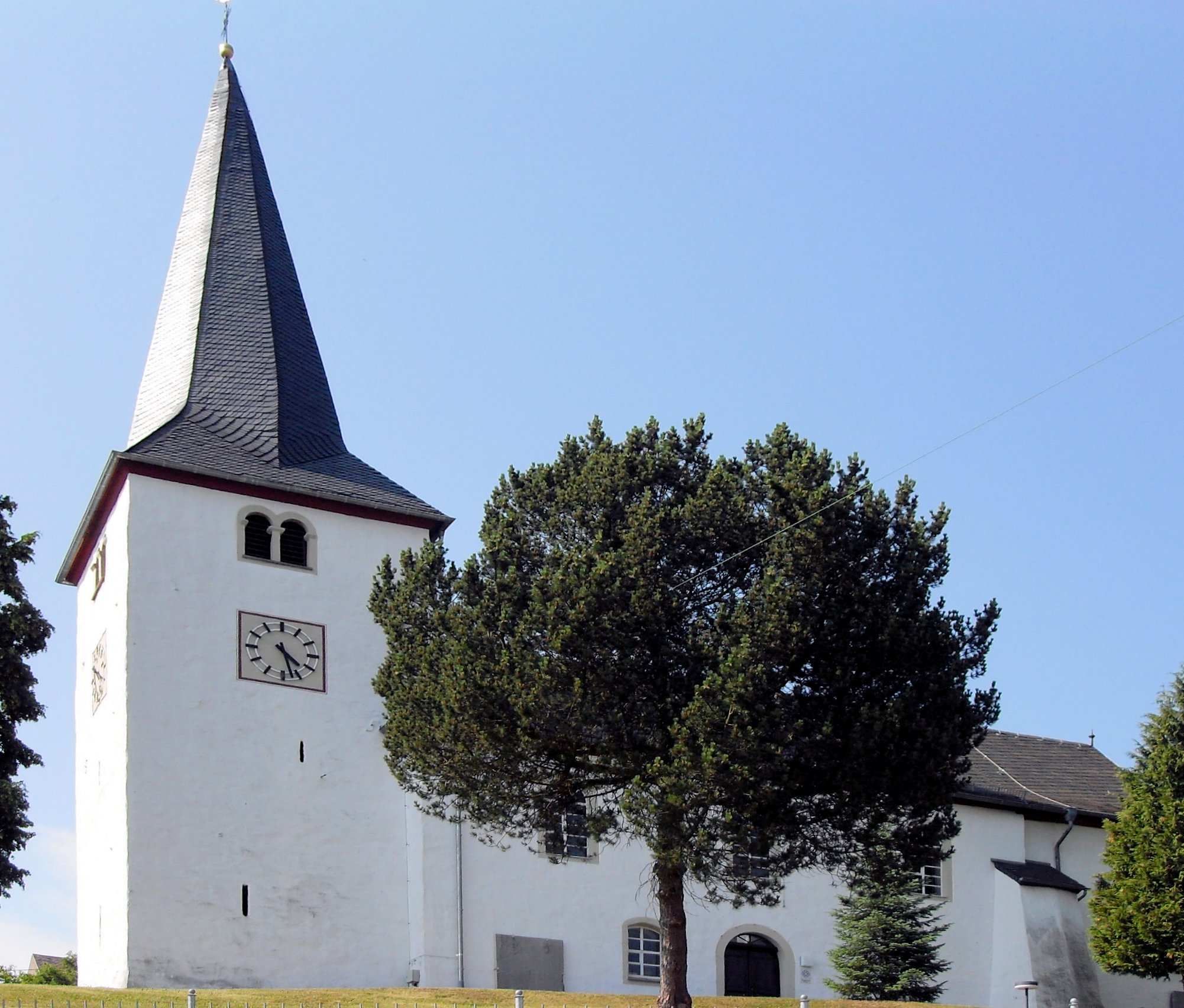
Evangelische Kirche

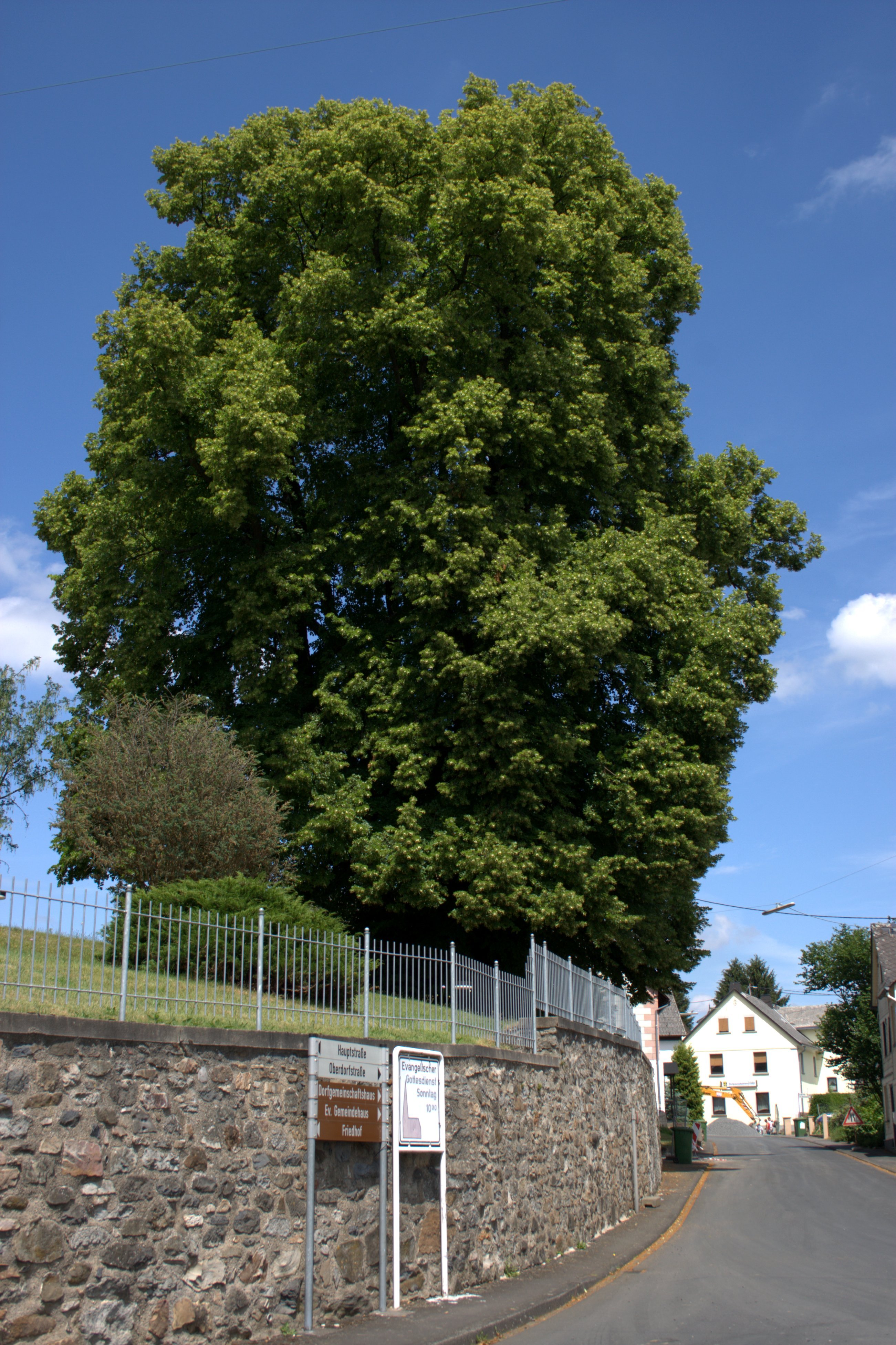
Alte Linde auf dem Kirchhügel

| Wappen von Rückeroth | Blasonierung: „In Schwarz ein goldenes Kreuz bewinkelt von vier fünfstrahligen silbernen Sternen.“ |
| Wappen von Rückeroth | |

## Kultur und Sehenswürdigkeiten

### Bauwerke
Kirche
Die Evangelische Pfarrkirche in der Ortsmitte ist in ihren Ursprüngen eine spätromanische Pfeilerbasilika, die gegen Mitte des 13. Jahrhunderts errichtet wurde. Ihr Westturm wurde am Anfang des 19. Jahrhunderts überformt.
Siehe Liste der Kulturdenkmäler in Rückeroth.

### Naturdenkmäler
Kirchlinde
Diese mächtige alte Linde steht am Aufgang zur Kirche, direkt oberhalb der Stützmauer, am Rand des Kirchhofs. Der Baum zeigt eine sehr eigentümliche Wuchsform: Aus einem kurzen, dicken Stammansatz wachsen sieben Stämme hervor und bilden gemeinsam die Krone. Der Wuchsbeginn der sieben Stämme wird für einen Zeitpunkt im 15. Jahrhundert angenommen. Möglicherweise sind sie aus dem Wurzelstock einer schon vorher hier gestandenen und abgestorbenen Gerichtslinde hervorgegangen. Das Alter der als Naturdenkmal ausgewiesenen Sommerlinde wird auf 400–600 Jahre geschätzt. Ihr kurzer, gedrungener Hauptstamm hat einen Umfang von ca. 10 Metern.

### Regelmäßige Veranstaltungen
Darüber hinaus gibt es in Rückeroth noch einen Schützen- und einen Tischtennisverein. In jedem Sommer treffen sich Traktorfreunde aus der Umgebung zum „Oldtimertreffen“ am Dorfplatz. Die jährliche Kirmes wird nach einer mehrjährigen Pause seit 2007 wieder am Wochenende des dritten Sonntags im Juli durchgeführt.

## Verkehr
- Nordwestlich der Gemeinde verläuft die B 413, die von Bendorf nach Hachenburg führt.
- Die nächste Autobahnanschlussstelle ist Dierdorf an der A 3 Köln – Frankfurt am Main.
- Der nächstgelegene ICE-Halt ist der Bahnhof Montabaur an der Schnellfahrstrecke Köln–Rhein/Main.

Von 1901 bis 1950 verkehrte in Rückeroth die Kleinbahn Selters–Hachenburg.
(Selters – Wahlrod – Hattert – Hachenburg).
Bis 1960 wurde noch das Reststück von Herschbach bis Selters betrieben.

## Persönlichkeiten
- Lina Burger (1856–1942), Buchgestalterin, Illustratorin, Grafikerin und Exlibriskünstlerin.